# Dopamin
Dopamin (3,4-dihidroksifenetilamin, C8H11NO2) je prirodni monoamin koji igra brojne uloge u organizmu, a koristi se i kao lijek. Jedan je od glavnih neurotransmitera u mozgu. S obzirom na svoju strukturu pripada skupini katekolamina i fenetilamina.  Kemijski je vrlo sličan adrenalinu, ali se od njega razlikuje jer ima jednu hidroksilnu skupinu manje i umjesto sekundarne amino skupine ima primarnu amino skupinu.

## Biosinteza i razgradnja
Dopamin se u organizmu sintetizira iz aminokiseline tirozin.

## Dopaminergički receptori
- D1
- D2
- D3

## Lijekovi koji djeluju na dopaminergički sustav (dopaminergici)
- Prekursori dopamina
  - Antiparkinsonici
    - Levodopa
- Agonisti dopaminergičkih receptora
  - Antiparkinsonici
    - Bromokriptin
    - Rotigotin
    - Ropinirol
- Antagonisti dopaminergičkih receptora
  - Antipsihotici
- Inhibitori ponovne pohrane dopamina
  - Psihostimulansi
    - Amfetamini
    - Metilfenidat
    - Kokain

  - Antidepresivi
    - Bupropion
- "Dopamin-oslobađajući agensi" (eng. dopamine releasing agents, DRA)
  - Psihostimulansi
    - Amfetamini
- MAO inhibitori
  - Antidepresivi
    - Moklobemid

  - Antiparkinsonici
    - Selegilin
    - Razagilin

## Dopamin kao lijek

### Djelovanje
Ako se dopamin primijeni intravenski, on djeluje kao vrlo moćan srčani stimulator, lijek vrlo pogodan za liječenje šoka.

Dopamin se veže prvenstveno na β1-adrenergičke receptore te u manjoj mjeri na α-adrenergičke receptore. Zbog takve selektivnosti dopamin je puno prikladniji za ulogu srčanog stimulatora od adrenalina. 
Intravenska injekcija dopamina osigurava porast srčane frekvencije i minutnog volumena povećanjem kontraktilnosti (pozitivno inotropno djelovanje), poboljšanje protoka krvi u srcu, mozgu, probavnom sustavu i bubrezima s povećanjem lučenja mokraće i eliminacije natrija i kalija stimulacijom specifičnih dopaminergičkih receptora. U manjim dozama (1,5-3,5 µg/kg/min) pojačava se protok krvi na periferiji organizma, a u visokim dozama (preko 10 µg/kg/min) protok krvi na periferiji se smanjuje.

### Primjena
Intravenske injekcije dopamina primjenjuju se u mnogim stanjima šoka, nakon zatajivanja srca, infarkta miokarda (kardiogeni šok), operacija (postoperativni šok), gubitka tekućine (hipovolemijski šok, samo nakon nadoknade tekućine), teških infekcija (septički šok), reakcija preosjetljivosti (anafilaktički šok), naglog pada krvnog tlaka (teška hipotenzija), prijeteći šok te prijetećeg zatajivanja bubrega. 

Smrt dopaminergičkih neurona ili općenito njegov manjak uzrokuje Parkinsonovu bolest. Zato se njime liječi Parkinsonova bolest. 
Dopamin se ne smije primjenjivati kod hipertireoze, tumora srži nadbubrežne žlijezde, nekih oblika glaukoma (glaukom s uskim uglom), povećane prostate (adenom prostate) sa stvaranjem rezidualnog urina, tahiaritmija i ventrikulskih fibrilacija.

### Nuspojave
Najozbiljnija nuspojava primjene dopamina jest rizik razvoja aritmija (sinus tahikardija, supraventrikulske i ventrikulske ektopije) i nepoželjni porast tlaka u lijevom ventrikulu na kraju dijastole. Infuzija dopamina može uzrokovati nekrozu kože zbog redistribucije cirkulacije krvi u područje probavnih organa na štetu kože i mišića.